# Maria de Bardaixí i Ram
Maria de Bardaixí i Ram fou una dama aragonesa del segle xv. El seu pare era el poderós Berenguer de Bardaixí, Justícia d'Aragó. Fou la tercera muller de Pero Ximénez de Urrea, senyor d'Èpila i vescomte de Rueda, camarlenc d'Alfons el Magnànim, conseller reial i lloctinent de València. D'ell infantà Pero Ximénez de Urrea i de Bardaixí, futur president de la Generalitat (1446-1449), i Lope Ximénez d'Urrea i de Bardaixí, futur virrei de Sicília.